# Luke Richardson
Luke Glen Richardson (* 26. März 1969 in Ottawa) ist ein ehemaliger kanadischer Eishockeyspieler und derzeitiger -trainer, der im Verlauf seiner aktiven Karriere zwischen 1987 und 2008 unter anderem für die Toronto Maple Leafs, Edmonton Oilers, Philadelphia Flyers, Columbus Blue Jackets, Tampa Bay Lightning und Ottawa Senators in der National Hockey League auf der Position des Verteidigers bestritten hat. Seinen größten Karriereerfolg feierte Richardson im Trikot der kanadischen Nationalmannschaft mit dem Gewinn der Goldmedaille bei der Weltmeisterschaft 1994. Zuletzt war er von Juni 2022 bis Dezember 2024 als Cheftrainer der Chicago Blackhawks in der NHL tätig.

## Karriere
Luke Richardson begann seine Karriere als Eishockeyspieler bei den Peterborough Petes, für die er von 1985 bis 1987 in der Ontario Hockey League spielte. Anschließend wurde er im NHL Entry Draft 1987 in der ersten Runde als insgesamt siebter Spieler von den Toronto Maple Leafs ausgewählt, für die er bis 1991 insgesamt vier Jahre lang in der National Hockey League auf dem Eis stand, ehe er in einem sogenannten „Blockbuster-Transfer“ zu den Edmonton Oilers transferiert wurde. Gemeinsam mit Vincent Damphousse, Peter Ing und Scott Thornton wechselte er zum mehrfachen Stanley-Cup-Sieger, der im Gegenzug Grant Fuhr, Glenn Anderson und Craig Berube nach Toronto schickte.
Nach sechs Spielzeiten verließ Richardson 1997 Edmonton und erhielt als Free Agent einen Vertrag bei den Philadelphia Flyers, für die er bis 2002 aktiv war. Es folgten vier Jahre bei den Columbus Blue Jackets, unterbrochen vom Lockout in der NHL-Saison 2004/05, während der Richardson pausierte. Die Saison 2005/06 beendete Richardson bei seinem Ex-Klub, den Toronto Maple Leafs, bevor er im Sommer als Free Agent von den Tampa Bay Lightning verpflichtet wurde.
Bei den Lightning blieb der Kanadier nur eine Spielzeit, ehe er einen Zwei-Wege-Vertrag über ein Jahr bei den Ottawa Senators unterzeichnete. Dieser wurde vor der Saison 2008/09 um eine weitere Spielzeit verlängert, jedoch gab Richardson am 27. November 2008 seinen Rücktritt aus der National Hockey League bekannt, um eine Laufbahn als Trainer zu beginnen, nachdem er zuvor nur zwei Mal in der laufenden Saison für die Senators auf dem Eis gestanden hatte. Am 3. Februar 2009 wurde der Kanadier Assistenztrainer bei den Ottawa Senators. Zur Saison 2012/13 übernahm er bei deren AHL-Farmteam Binghamton Senators den Cheftrainerposten, den er bis zum Ende der Spielzeit 2015/16 innehatte.
Im Mai 2017 wurde er als neuer Assistenztrainer der New York Islanders vorgestellt, wo er unter Doug Weight tätig war. Als dieser nach der Spielzeit 2017/18 entlassen wurde, wurde auch Richardson freigestellt und wenig später in gleicher Position bei den Canadiens de Montréal unter Vertrag genommen. In dieser Funktion war er vier Jahre in Montréal tätig, bevor er im Juni 2022 seinen ersten Cheftrainer-Posten in der NHL bei den Chicago Blackhawks übernahm. Dort trat er die Nachfolge von Interimstrainer Derek King an. Nach zweieinhalb Jahren und ausbleibendem Erfolg in dieser Position wurde er im Dezember 2024 entlassen und vorerst interimsweise durch Anders Sörensen ersetzt.

### International
Für Kanada nahm Richardson an der Junioren-Weltmeisterschaft 1987 sowie den Weltmeisterschaften 1994 und 1996 teil. Bei der Austragung 1994 wurde Richardson mit Kanada Weltmeister, 1996 Vizeweltmeister.

## Erfolge und Auszeichnungen
- 1994 Goldmedaille bei der Weltmeisterschaft
- 1996 Silbermedaille bei der Weltmeisterschaft
- 2013 Teilnahme am AHL All-Star Classic (als Cheftrainer)
- 2016 Spengler-Cup-Gewinn mit dem Team Canada (als Cheftrainer)

## Karrierestatistik

### International
Vertrat Kanada bei:
- Junioren-Weltmeisterschaft 1987
- Weltmeisterschaft 1994
- Weltmeisterschaft 1996

(Legende zur Spielerstatistik: Sp oder GP = absolvierte Spiele; T oder G = erzielte Tore; V oder A = erzielte Assists; Pkt oder Pts = erzielte Scorerpunkte; SM oder PIM = erhaltene Strafminuten; +/− = Plus/Minus-Bilanz; PP = erzielte Überzahltore; SH = erzielte Unterzahltore; GW = erzielte Siegtore; 1 Play-downs/Relegation; Kursiv: Statistik nicht vollständig)